# Маріт Малм Фрафйорд
Маріт Малм Фрафйор (норв. Marit Malm Frafjord, 25 листопада 1985) — норвезька гандболістка, олімпійська чемпіонка.

## Виступи на Олімпіадах
| Олімпіада   | Дисципліна | Місце  |
| ----------- | ---------- | ------ |
| Пекін 2008  | гандбол    | Золото |
| Лондон 2012 | гандбол    | Золото |
| Ріо 2016    | гандбол    | Бронза |